# Andreas Kreß
Andreas Kreß (* 1986) ist ein deutscher Rollstuhlbasketballspieler aus Niedernberg.

## Leben
Kreß ist nach einem Verkehrsunfall querschnittsgelähmt. Er spielt Rollstuhl-Basketball für die Mainhatten Skywheelers. Der Niedernberger nahm an den Paralympics 2008 in Peking und 2012 in London teil.